# Casus Belli (rivista)
Casus Belli è una rivista francese sui gioco di ruolo e cultura dell'immaginario. Il titolo si riferisce ai wargame che, all'inizio della sua storia, erano la categoria di gioco più diffusa.

## Storia
Il primo numero, sottotitolato "la rivista dei giochi di simulazione", venne pubblicato nell'aprile 1980. Era trimestrale, in bianco e nero, 32 pagine al prezzo di 9 franchi (equivalenti a circa 2700 lire). Non era distribuito nelle edicole, ma solo nei negozi specializzati, e in particolare quelle di Jeux Descartes e L'Œuf cube a Parigi.
Casus Belli nacque grazie all'iniziativa di François Marcela-Froideval, noto in altri ambienti come autore di fumetti, che aveva da poco fondato la Federazione francese dei giochi di simulazione strategica e tattica (FFJSST). Casus Belli doveva essere lo strumento di comunicazione di tale associazione.
François non aveva l'esperienza necessaria per la realizzazione di una rivista all'altezza delle sue richieste, per cui si procurò la collaborazione di un giovane disegnatore di Jeux & Stratégie, una rivista di giochi appartenente al gruppo di cui faceva parte Jeux Descartes. Il suo nome era Didier Guiserix.
Dopo un paio d'anni di funzionamento erratico, la rivista finì per trovare il suo assetto definitivo, più incentrato sui giochi di ruolo rispetto ai wargames. François, presidente autocratico a vita della FFJSST decise allora di comprare il giornale dall'associazione, al prezzo simbolico di 1 franco.
Le cose progredirono in fretta. Per prima cosa furono ristampati i primi numeri (il numero 1 aveva una tiratura di 900 esemplari) poi, quando Jeux & Stratégie, gli editori cominciarono ad interessarsi a Casus. La trattativa si concluse con la vendita della rivista per 10000 franchi, il licenziamento di François, la promozione di Guiserix a redattore capo e la distribuzione di CB nelle edicole.
Nonostante le alterne fortune, Casus Belli resta ancora oggi il punto di riferimento dei giochi di ruolo in Francia e nei paesi francofoni. Esattamente quanto i creatori avevano sperato.